# 峡口镇 (西乡县)
峡口镇，是中华人民共和国陕西省汉中市西乡县下辖的一个乡镇级行政单位。

## 行政区划
峡口镇下辖以下地区：
峡口村、井坝村、圈腰村、水磨村、文溪村、康宁村、江榜村、渔河村、白崖村、杨泗村、狮庄村、河坎村、焦家坝村、邓家河村、天池村和麻柳村。